# Iwanowka (Werchnjaja Medwediza)
Iwanovka (russisch Ивановка) ist ein Dorf (derewnja) in der Oblast Kursk in Russland. Es gehört zum Rajon Kursk und zur Landgemeinde (selskoje posselenije) Nischnemedwedizki selsowjet.

## Geographie
Der Ort liegt gut 26 km Luftlinie nordwestlich des Oblastverwaltungszentrums Kursk im südwestlichen Teil der Mittelrussischen Platte, 11 km vom Sitz des Dorfsowjet – Werchnjaja Medwediza, 102 km von der Grenze zwischen Russland und der Ukraine, am Fluss Bolschaja Kuriza (rechter Nebenfluss des Seim).

### Klima
Das Klima im Ort ist wie im Rest des Rajons kalt und gemäßigt. Es gibt während des Jahres eine erhebliche Niederschlagsmenge. Dfb lautet die Klassifikation des Klimas nach Köppen und Geiger.

## Bevölkerungsentwicklung
| Jahr | Einwohner |
| ---- | --------- |
| 2002 | 69        |
| 2010 | 42        |

Anmerkung: Volkszählungsdaten

## Verkehr
Iwanovka liegt 3 km von der Fernstraße föderaler Bedeutung M2 „Krim“ (ein Teil der Europastraße E105), an der Straße interkommunaler Bedeutung 38N-235 (M2 „Krim“ – 1. Schemjakino – Iwanowka) und 20 km vor nächsten Eisenbahnhaltestelle 521 km (Eisenbahnstrecke Orjol – Kursk) entfernt.
Der Ort liegt 149 km vom internationalen Flughafen von Belgorod entfernt.